# Himawari (shelaのシングル)
「Himawari」（ヒマワリ）は、shelaの通算8作目のシングル。2002年9月19日にavex traxよりリリース。

## 解説
「花」をコンセプトにしたマキシシングル第2弾。
1曲目の「Days」は、テレビ東京系アニメ『ヒカルの碁』のエンディングテーマに起用された。なお、『ヒカルの碁』の主題歌の中では、唯一オリコントップ10入りを果たしている。
2022年6月8日、shela officialYouTubeチャンネルにて、「Days」を歌ってみた動画をアップロードした。

## 収録曲
1. Days[4:27]
  - 作詞：shela、作曲・編曲：原一博
2. Crystal Moon [4:46]
  - 作詞：仮谷佳未、作曲・編曲：迫茂樹
3. Precious Moment [4:20]
  - 作詞：shela、作曲：SOTARO@ZZ、編曲：安部潤
4. Days (Instrumental) [4:27]
5. Crystal Moon (Instrumental) [4:46]
6. Precious Moment (Instrumental) [4:15]

## 参加ミュージシャン
Days
- 村山達哉：Strings Arrangement
- 原一博：Programmimg
- 増崎孝司：Guitar
- 川村ゆみ：Chorus
- 桐山/村山ストリングス：Strings